# Loana Lecomte
Loana Lecomte, född 8 augusti 1999, är en fransk tävlingscyklist som tävlar i bland annat mountainbike.

## Karriär
Lecomte slutade på en sjätteplats i mountainbikeloppet vid OS 2020. Vid VM i mountainbike 2023 tog hon silver i det individuella loppet och silver i lagtävlingen.